# カン・ソヨン
カン・ソヨン (1986年9月11日 - ) は大韓民国のモデル、歌手である。

## 出身学校
- ハム・ヒョン高校
- 大京大学 モデル学

## 活動
- 2005年〜2006年グループ「アジアンラブ」メンバー[1]

## CM
- トレンドレポートフィルシーズン4
- CM アウトバック ステーキハウス

## 受賞歴
- 2004年ファッションフィナーレアワードベストモデル[2]
- 2004年第13回スーパーモデル選抜大会1位[3]